# Кожевников Вадим Михайлович
Вадим Михайлович Кожевников (22 квітня 1909, село Тогур, тепер Томської області, Росія — 20 жовтня 1984, місто Москва, Росія) — російський письменник, сценарист. Лауреат Державної премії СРСР (1971). Герой Соціалістичної Праці (27.09.1974). Депутат Верховної Ради СРСР 7—11-го скликань.

## Життєпис
Народився в селі Тогур Томського повіту Томської губернії, нині — Колпашевського району Томської області, в родині лікаря-засланця. У 1925 році переїхав до Москви.
У 1933 році закінчив літературно-етнологічний факультет Московського редакційно-видавничого інституту (Московського державного університету імені Ломоносова).
З 1933 року працював у центральних газетах і журналах. З 1941 року був літератором фронтової газети і військовим кореспондентом «Правди». Член ВКП(б) з 1943 року.
У 1943—1948 роках — завідувач відділу, редактор відділу літератури і мистецтва газети «Правди».
З 1948 року — головний редактор журналу «Знамя».
У 1959—1965 роках — секретар правління Спілки письменників РРФСР.
У 1970—1984 роках — секретар правління Спілки письменників РРФСР, секретар правління Спілки письменників СРСР.
Друкувався із середини 1920-х років, з наростаючою активністю з кінця 1930-х років. Випустив збірку оповідань «Нічна розмова» (1939), повісті «Степовий похід» (1939), «Великий заклик» (1940) та «Грізна зброя» (1941). Подіям німецько-радянської війни присвячені повість «Березень-квітень» (1949), збірки «Оповідання про війну», «Міра твердості» (обидві — 1942), «Улюблені товариші» (1943), «Дорогами війни» (1955), романи «Зорі назустріч» (кн. 1-2, 1956—1957), «Щит і меч» (1965), «Ополудень на сонячному боці» (1973), «Коріння та крона» (1982), повісті «Знайомтеся, Балуєв!» (1960), «Весь тиждень дощ», «День, що летить» (обидві — 1962), «Особливий підрозділ» (1969; Державна премія СРСР, 1971), «У далекому плаванні» (1977), «Біла ніч», «Полюшко-поле», «Пустеля» (все — 1978), «Поле життя», «Так було», «Там, де немає ні пилу, ні мух» (все — 1979), збірки оповідань «Це найсильніше» (1946), «Хлопчик з околиці» (1953), «Дерево життя» (1977). Автор книги статей та нарисів («Роки вогневі», 1972), нарисів і оповідань про Китай («У великому Народному Китаї», 1952; «Живий міст», 1954; «Тисяча цзинів», 1955), п'єс, у тому числі «Доля Реджинальда Девіса» (1947, разом із І. Прутом) і «Вогненна ріка» (1949). Автор сценаріїв кінокартин: «В єдиному строю» (1962, у співавторстві), «Знайомтесь, Балуєв!» (1963, у співавторстві), українського фільму «Здрастуй, Гнате!» (1962).
Помер 20 жовтня 1984 р. в Москві. Похований у с. Передєлкіно.

## Нагороди
Герой Соціалістичної Праці (27.09.1974). Нагороджений також орденом Леніна (27.09.1974), орденом Жовтневої Революції (2.07.1975), двома орденами Вітчизняної війни І ст. (16.06.1945; 23.09.1945), двома орденами Трудового Червоного Прапора (29.04.1959; 20.04.1979), орденом Червоної Зірки (7.10.1942), медалями. Лауреат Державної премії СРСР (1971). 